# Santiago Ariel Pérez
Santiago Ariel Pérez (Ciudad de Buenos Aires, 25 de agosto de 2002) es un futbolista argentino que se desempeña como defensa en el Club Social y Deportivo Merlo de la Primera B Metropolitana de Argentina.

## Trayectoria

### Inferiores
Comenzó su formación futbolística en las categorías inferiores del reconocido Club Atlético Vélez Sarsfield, dedicando 7 años de su vida a este proceso. Durante ese tiempo, enfrentó el desafío de realizar un largo recorrido diario para asistir a los entrenamientos del club, demostrando así su compromiso y determinación desde una edad temprana.
A pesar de su dedicación, el jugador finalalmente tuvo que tomar la difícil decisión de dejar el club debido a las demandas del extenso viaje y las limitaciones que imponía en su desarrollo como jugador. Sin embargo, este período en las inferiores de Vélez Sarsfield fue fundamental en su formación futbolística

### Boca Juniors
Aunque no pudo tener contrato como profesional y no sumar minutos, el 24 y 27 del julio de 2021 formó parte del banco de suplentes de la Primera del Club Atlético Boca Juniors.
Central Córdoba
Luego de su paso por Boca llegó en el 2022 a la reserva de Club Atlético Central Córdoba (Santiago del Estero) para sumar más de 30 partidos, siendo de los más determinantes.
Defensores de Belgrano
Llegó al club como refuerzo luego de su paso por la reserva del Club Atlético Central Córdoba (SdE), para competir en la segunda división del fútbol argentino a Club Atlético Defensores de Belgrano y firmando su primer contrato como futbolista profesional.

## Estadísticas

### Clubes
Actualizado al último partido disputado el 17 de febrero de 2024.
| Club                                   | Div.          | Temporada     | Liga  | Liga  | Liga   | Copas nacionales | Copas nacionales | Copas nacionales | Copas internacionales | Copas internacionales | Copas internacionales | Total | Total | Total  |
| Club                                   | Div.          | Temporada     | Part. | Goles | Asist. | Part.            | Goles            | Asist.           | Part.                 | Goles                 | Asist.                | Part. | Goles | Asist. |
| -------------------------------------- | ------------- | ------------- | ----- | ----- | ------ | ---------------- | ---------------- | ---------------- | --------------------- | --------------------- | --------------------- | ----- | ----- | ------ |
| C. A. Defensores de Belgrano Argentina | 2.ª           | 2024          | 1     | -     | -      | 0                | 0                | 0                | -                     | -                     | -                     | 1     | 0     | 0      |
| C. A. Defensores de Belgrano Argentina | Total club    | Total club    | 1     | 0     | 0      | 0                | 0                | 0                | 0                     | 0                     | 0                     | 1     | 0     | 0      |
| Total carrera                          | Total carrera | Total carrera | 1     | 0     | 0      | 0                | 0                | 0                | 0                     | 0                     | 0                     | 1     | 0     | 0      |